# Sylwester na Rynku Głównym w Krakowie

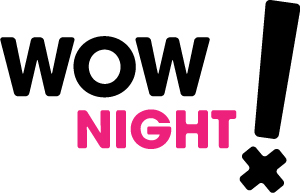
Wow!-night

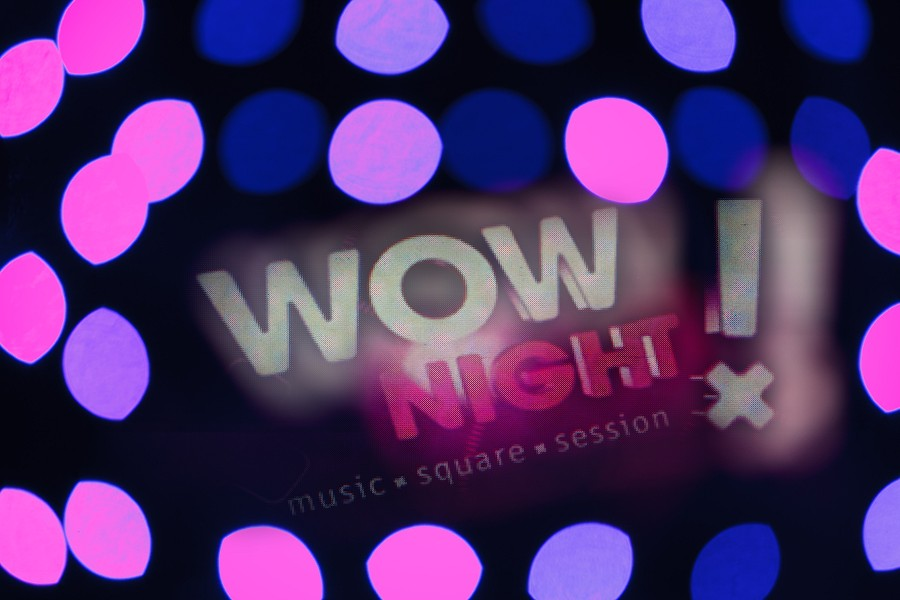
WOW!night

Sylwester na Rynku Głównym w Krakowie to jedna z największych plenerowych imprez w Polsce. Podczas niej na scenie usytuowanej na Rynku Głównym w Krakowie występują gwiazdy polskiej i zagranicznej sceny muzycznej. W ciągu zaledwie trzech lat impreza stała się rozpoznawalna poza granicami kraju jako impreza klubowa realizowana na najwyższym światowym poziomie. WOW! Night nieodłącznie związana jest z pokazem pirotechnicznym na powitanie Nowego Roku. Przez cały ostatni dzień roku program stacji RMF Maxxx nadawany jest z Rynku Głównego, a relacje z krakowskiego Rynku można zobaczyć także w telewizji TVN i TVN24. W 2010 roku, zorganizowano pierwszy cykl klubowych imprez zapowiadających wydarzenie pod nazwą WARM UP. WOW!night. W klubach, w trzech miastach (Warszawie, Częstochowie i Opolu), publiczność bawiła się podczas specjalnych rozgrzewkowych imprez.
Organizatorem zabawy sylwestrowej jest Krakowskie Biuro Festiwalowe.

## Wykonawcy poszczególnych edycji Sylwestra
- 2001: Edyta Górniak, Brathanki, Bakszysz
- 2002: Kasia Kowalska, Blue Café
- 2003: Oddział Zamknięty, Małgorzata Ostrowska, Revolver, Kombii
- 2004: Skaldowie, Golec uOrkiestra, Wilki, T.Love, Bajm
- 2005: Sistars, Myslovitz, Maryla Rodowicz, Perfect
- 2006: Kayah, Blue Café, Reni Jusis, Stachursky, Zakopower, Piotr Rubik, Lidia Kopania, Ewelina Flinta, Edyta Górniak, Monika Brodka, Maryla Rodowicz, Krzysztof Krawczyk
- 2007: Boney M original Maizie Williams, Shakin’ Stevens, Lou Bega, Budka Suflera, Urszula, Bajm, Czerwone Gitary, VOX, Szymon Wydra & Carpe Diem, Golec uOrkiestra, Edyta Górniak, Justyna Steczkowska, Kashmir, Joanna Liszowska, Alicja Węgorzewska-Whiskerd, Andrzej Lampert
- 2008: Leona Lewis, Kate Ryan, Tatiana Okupnik, Natalia Kukulska, Kasia Kowalska, TemporarySpaceDesign
- 2009: Agnieszka Chylińska, Raul Rincon, DJ Krime, DJ ADHD
- 2010: Kelis, R.I.O.
- 2012: Don't Ask Smingus, Eluktrick, Foxgang, Grupa Pod Budą, Maja Sikorowska i Kroke, Joanna Słowińska, Teddy Jr., Vladimirska, Wawele & Jan Wojdak, Zespół Kulturka
- 2013: Perfect, Lady Pank, Agnieszka Chylińska, Andrzej Piaseczny, Brodka, Natalia Kukulska, Tatiana Okupnik, Czesław Śpiewa, Wilki, Feel, Mrozu, Dawid Podsiadło, Ewelina Lisowska, Future Folk, Wojciech Ezzat, Klaudia Gawor, Grzegorz Hyży, Sabina Jeszka, Piotr Lisiecki, Ada Szulc, Tekla Klebetnica, Agustin Egurrola, Grupa VOLT
- 2014: Agnieszka Chylińska, Maciej Maleńczuk & Psychodancing, Kayah, Zakopower, IRA, Wilki, Feel, Grzegorz Hyży, Red Lips, Future Folk, Agustin Egurrola, Grupa VOLT, Paweł BIBA Binkiewicz, Bucket Guys, Krzysztof Drabik, Karolina Duszkiewicz, Mateusz Guzowski, Sabina Jeszka, Patman Crew, Julia Olędzka, Pin Up Candy, RED POP, Marcin Spenner, Top Toys

## Frekwencja podczas poszczególnych edycji Sylwestra
- 2002: 60 tys.[1]
- 2007: 190 tys.[2]
- 2008: 60 tys.[3]
- 2009: 100 tys.[4]
- 2010: 50 tys.[5]